# Taça de Portugal 1968/69
Die Taça de Portugal 1968/69 war die 29. Austragung des portugiesischen Pokalwettbewerbs. Er wurde vom portugiesischen Fußballverband ausgetragen. Das Finale fand am 22. Juni 1969 im Estádio Nacional von Oeiras statt. Pokalsieger wurde Benfica Lissabon, das sich im Finale gegen Académica de Coimbra durchsetzte. Benfica gewann zudem die Meisterschaft, sodass Académica als unterlegener Finalist am Europapokal der Pokalsieger 1969/70 teilnahm.
Die ersten drei Runden wurden in einem Spiel entschieden. Bei unentschiedenem Ausgang gab es eine Verlängerung. Stand danach kein Sieger fest wurde die Partie wiederholt. Ab dem Achtelfinale wurden die Begegnungen in Hin- und Rückspiel ausgetragen. Auch hier wurde bei Gleichstand ein Entscheidungsspiel ausgetragen. Das Finale wurde in einem Spiel entschieden.

## Teilnehmende Teams
Die Teams aus der Segunda und Terceira Divisão waren in den beiden ersten Runden unter sich. In der dritten Runde stiegen die Klubs aus der Primeira Divisão ein, die Vereine aus den Kolonialgebieten im Achtelfinale.
| Primeira Divisão (14) | Segunda Divisão (28) | Segunda Divisão (28) | Distrikte (5) |
| --- | --- | --- | --- |
| - Académica de Coimbra - Atlético CP - Belenenses Lissabon - Benfica Lissabon - Sporting Braga - GD da CUF Barreiro - Leixões SC - FC Porto - AD Sanjoanense - Sporting Lissabon - União de Tomar - Varzim SC - Vitória Guimarães - Vitória Setúbal | - Académico de Viseu FC - Alhandra SC - Almada AC - FC Barreirense - SC Beira-Mar - Boavista Porto - SC Covilhã - SC Espinho - FC Famalicão - CD Gouveia - Leça FC - SGS Leões Santarém - Lusitano GC Évora - Luso FC                  | - CD Montijo - Clube Oriental de Lisboa - FC Penafiel - GD Peniche - Portimonense SC - SC Salgueiros - FC Seixal - GD Sesimbra - Sport União Sintrense - FC Tirsense - SC União Torreense - CD Torres Novas - Tramagal Sport União - AD Valecambrense | - União Madeira (Madeira) - SC Lusitânia (Azoren) - Atlético de Luanda (Angola) - União Bissau (Guinea-Bissau) - Ferroviário Lourenço Marques (Mosambik)                                                 |
| Terceira Divisão (48) | | | |
| - SC Mineiro Aljustrelense - GD Bragança - Casa Pia AC - SC Celoricense - GD Chaves - CD Cova da Piedade - Desportivo Aves - CD Beja - Desportivo Castelo Branco - SC Estela Portalegre - AD Fafe - SC Farense                                      | - Sport Faro e Benfica - CD Feirense - Ferroviária Entroncamento - Gil Vicente FC - Recreativo Grandolense - AD Guarda - Juventude Évora - Lusitânia Lourosa - Lusitano FC Vildemoinhos - Lusitano VRSA - CF Marialvas - AC Marinhense | - SC Mirandela - Mortágua FC - Naval 1º de Maio - GD Nazarenos - Odivelas FC - SC Olhanense - UD Oliveirense - UD Pinhelenses - GD Riopele - Rio Ave FC - SG Sacavenense - AD São Pedro da Cova                                                       | - 1º de Maio Sarilhense - SC Lamego - União de Coimbra - União Lamas - União de Algés - União de Almeirim - União Leiria - União de Montemor - Vasco da Gama AC - SC Vianense - SC Vila Real - FC Vizela |

## 1. Runde
In dieser Runde spielten die Vereine aus der Segunda und Terceira Divisão. Die Spiele fanden am 20. Oktober 1968 statt.
|                           | Ergebnis  |                           |
| ------------------------- | --------- | ------------------------- |
| Naval 1º de Maio          | 0:0 n. V. | GD Bragança               |
| SC Covilhã                | 6:0       | UD Pinhelenses            |
| SC Farense                | 2:1       | SC Salgueiros             |
| FC Tirsense               | 1:1 n. V. | GD Riopele                |
| Sport União Sintrense     | 2:0       | SC União Torreense        |
| Portimonense SC           | 1:0       | GD Sesimbra               |
| FC Penafiel               | 1:1 n. V. | Leça FC                   |
| GD Peniche                | 3:1       | Lusitano VRSA             |
| Tramagal Sport União      | 5:0       | Desportivo Castelo Branco |
| SG Sacavenense            | 1:0       | GD Chaves                 |
| União de Algés            | 3:3 n. V. | 1º de Maio Sarilhense     |
| SC Vianense               | 2:1       | Boavista Porto            |
| SC Vila Real              | 4:0       | SC Mirandela              |
| FC Vizela                 | 2:0 n. V. | AD Valecambrense          |
| Vasco da Gama AC          | 4:0       | Rio Ave FC                |
| União Leiria              | 5:1       | Lusitânia Lourosa         |
| União de Almeirim         | 2:0       | Lusitano FC Vildemoinhos  |
| União Lamas               | 2:0       | Luso FC                   |
| SC Olhanense              | 2:0       | SC Espinho                |
| GD Nazarenos              | 5:0       | SC Mineiro Aljustrelense  |
| SC Estela Portalegre      | 0:0 n. V. | Almada AC                 |
| AD Fafe                   | 2:0       | Clube Oriental de Lisboa  |
| FC Famalicão              | 2:1       | Académico de Viseu FC     |
| CD Beja                   | 2:2 n. V. | Gil Vicente FC            |
| Desportivo Aves           | 2:2 n. V. | CD Torres Novas           |
| FC Barreirense            | 4:0       | UD Oliveirense            |
| SC Beira-Mar              | 3:2       | União de Coimbra          |
| SC Celoricense            | 1:0       | Mortágua FC               |
| CD Feirense               | 1:0       | AD São Pedro da Cova      |
| Ferroviária Entroncamento | 3:1       | União de Montemor         |
| Lusitano GC Évora         | 5:0       | Sport Faro e Benfica      |
| AC Marinhense             | 1:0       | CD Gouveia                |
| CD Montijo                | 1:0       | CD Cova da Piedade        |
| SGS Leões Santarém        | 1:0       | CF Marialvas              |
| Juventude Évora           | 3:1       | Casa Pia AC               |
| Recreativo Grandolense    | 1:0       | SC Lamego                 |
| AD Guarda                 | 1:0       | FC Seixal                 |
| Alhandra SC               | 2:2 n. V. | Odivelas FC               |

### Wiederholungsspiele
|                      | Ergebnis |                       |
| -------------------- | -------- | --------------------- |
| Naval 1º de Maio     | 4:1      | GD Bragança           |
| GD Riopele           | 1:4      | FC Tirsense           |
| União de Algés       | 2:1      | 1º de Maio Sarilhense |
| SC Estela Portalegre | 2:1      | Almada AC             |
| CD Beja              | 2:1      | Gil Vicente FC        |
| Desportivo Aves      | 3:0      | CD Torres Novas       |
| FC Penafiel          | 1:0      | Leça FC               |
| Alhandra SC          | 2:1      | Odivelas FC           |

## 2. Runde
|                      | Ergebnis  |                           |
| -------------------- | --------- | ------------------------- |
| SG Sacavenense       | 2:0       | AC Marinhense             |
| Portimonense SC      | 0:2       | Recreativo Grandolense    |
| SC Olhanense         | 3:0       | Juventude Évora           |
| SC Farense           | 2:0       | Ferroviária Entroncamento |
| Tramagal Sport União | 2:0       | Naval 1º de Maio          |
| SC Vila Real         | 0:1       | GD Peniche                |
| União Leiria         | 3:0       | FC Penafiel               |
| União de Almeirim    | 2:1       | SGS Leões Santarém        |
| CD Montijo           | 2:1       | Sport União Sintrense     |
| Lusitano GC Évora    | 1:0       | GD Nazarenos              |
| Desportivo Aves      | 2:0       | SC Vianense               |
| SC Celoricense       | 1:2       | FC Vizela                 |
| SC Beira-Mar         | 2:0       | SC Covilhã                |
| CD Beja              | 4:2       | União de Algés            |
| AD Fafe              | 0:0 n. V. | União Lamas               |
| AD Guarda            | 0:3       | FC Tirsense               |
| CD Feirense          | 2:0       | SC Estela Portalegre      |
| FC Famalicão         | 3:1       | Vasco da Gama AC          |
| FC Barreirense       | 3:0       | Alhandra SC               |

### Wiederholungsspiel
|             | Ergebnis |         |
| ----------- | -------- | ------- |
| União Lamas | 4:0      | AD Fafe |

## Hoffnungsrunde
Die Verlierer der 2. Runde erhielten eine zweite Chance um den Einzug in die 3. Runde. Der SC Covilhã nahm nicht mehr teil.
|                           | Ergebnis  |                       |
| ------------------------- | --------- | --------------------- |
| FC Penafiel               | 0:0 n. V. | SGS Leões Santarém    |
| Vasco da Gama AC          | 1:2       | Sport União Sintrense |
| SC Vianense               | 5:0       | SC Celoricense        |
| GD Nazarenos              | 4:1       | SC Vila Real          |
| AC Marinhense             | 3:0       | Portimonense SC       |
| AD Fafe                   | 2:1       | Naval 1º de Maio      |
| SC Estela Portalegre      | 2:0       | AD Guarda             |
| Ferroviária Entroncamento | 3:2       | Juventude Évora       |
| Alhandra SC               | 2:2 n. V. | União de Algés        |

### Wiederholungsspiele
|             | Ergebnis |                    |
| ----------- | -------- | ------------------ |
| FC Penafiel | 0:1      | SGS Leões Santarém |
| Alhandra SC | 3:0      | União de Algés     |

## 3. Runde
Qualifiziert waren die 19 Sieger der 2. Runde, die 9 Sieger der Hoffnungsrunde, sowie die 14 Vereine der Primeira Divisão. Die Spiele fanden am 9. Februar 1969 statt.
|                           | Ergebnis  |                        |
| ------------------------- | --------- | ---------------------- |
| SC Olhanense              | 1:0       | Tramagal Sport União   |
| CD Montijo                | 1:4       | Vitória Setúbal        |
| Leixões SC                | 6:1       | Alhandra SC            |
| Ferroviária Entroncamento | 0:1       | FC Vizela              |
| GD Nazarenos              | 2:0       | Lusitano GC Évora      |
| GD Peniche                | 1:1 n. V. | Vitória Guimarães      |
| União Lamas               | 0:1       | GD da CUF Barreiro     |
| FC Tirsense               | 2:1       | AC Marinhense          |
| Sport União Sintrense     | 1:2       | FC Famalicão           |
| CD Feirense               | 0:2       | AD Sanjoanense         |
| FC Porto                  | 3:0       | AD Fafe                |
| SC Beira-Mar              | 2:4       | Varzim SC              |
| Atlético CP               | 3:1       | Sporting Braga         |
| Académica de Coimbra      | 2:0       | SC Farense             |
| União de Tomar            | 3:0       | Recreativo Grandolense |
| Belenenses Lissabon       | 1:0       | SG Sacavenense         |
| Benfica Lissabon          | 8:0       | União de Almeirim      |
| SC Estela Portalegre      | 0:2       | SGS Leões Santarém     |
| CD Beja                   | 1:0       | SC Vianense            |
| Desportivo Aves           | 0:2       | Sporting Lissabon      |
| União Leiria              | 0:1       | FC Barreirense         |

### Wiederholungsspiel
|                   | Ergebnis |            |
| ----------------- | -------- | ---------- |
| Vitória Guimarães | 4:0      | GD Peniche |

## 4. Runde
Die Spiele fanden am 9. März 1969 statt.
Freilos: Sporting Lissabon
|                    | Ergebnis |                      |
| ------------------ | -------- | -------------------- |
| Varzim SC          | 3:0      | FC Famalicão         |
| FC Tirsense        | 2:0      | AD Sanjoanense       |
| Vitória Setúbal    | 2:3      | Belenenses Lissabon  |
| FC Vizela          | 1:5      | Vitória Guimarães    |
| SGS Leões Santarém | 1:6      | Académica de Coimbra |
| Leixões SC         | 1:0      | SC Olhanense         |
| GD da CUF Barreiro | 4:2      | GD Nazarenos         |
| CD Beja            | 0:4      | União de Tomar       |
| FC Barreirense     | 3:2      | Atlético CP          |
| Benfica Lissabon   | 3:0      | FC Porto             |

## Achtelfinale
Die Teams aus den Kolonialgebieten stiegen in dieser Runde ein. Die Hinspiele fanden am 10. und 11. Mai 1969 statt, die Rückspiele am 17. Mai 1969.
|                      | Gesamt |                              | Hinspiel | Rückspiel |
| -------------------- | ------ | ---------------------------- | -------- | --------- |
| Académica de Coimbra | 5:1    | Ferroviário Lourenço Marques | 4:1      | 1:0       |
| Atlético de Luanda   | 2:7    | Benfica Lissabon             | 0:4      | 2:3       |
| SC Lusitânia         | 0:9    | Belenenses Lissabon          | 0:5      | 0:4       |
| Leixões SC           | 1:2    | FC Barreirense               | 1:0      | 0:2       |
| Varzim SC            | 4:6    | Vitória Guimarães            | 2:3      | 2:3       |
| FC Tirsense          | 1:2    | União de Tomar               | 1:2      | 0:0       |
| GD da CUF Barreiro   | 10:00  | União Madeira                | 7:0      | 3:0       |
| Sporting Lissabon    | 17:10  | União Bissau                 | 5:1      | 12:00     |

## Viertelfinale
Die Hinspiele fanden am 24. und 25. Mai 1969 statt, die Rückspiele am 31. Mai und 1. Juni 1969.
|                     | Gesamt |                      | Hinspiel | Rückspiel |
| ------------------- | ------ | -------------------- | -------- | --------- |
| GD da CUF Barreiro  | 3:2    | FC Barreirense       | 3:0      | 0:2       |
| Sporting Lissabon   | 3:0    | União de Tomar       | 2:0      | 1:0       |
| Vitória Guimarães   | 2:6    | Académica de Coimbra | 2:1      | 0:5       |
| Belenenses Lissabon | 2:3    | Benfica Lissabon     | 0:1      | 2:2       |

## Halbfinale
Die Hinspiele fanden am 7. und 8. Juni 1969 statt, die Rückspiele am 15. Juni 1969.
|                   | Gesamt |                      | Hinspiel | Rückspiel |
| ----------------- | ------ | -------------------- | -------- | --------- |
| Benfica Lissabon  | 7:3    | GD da CUF Barreiro   | 5:1      | 2:2       |
| Sporting Lissabon | 1:3    | Académica de Coimbra | 1:2      | 0:1       |

## Finale
| Paarung              | Benfica Lissabon – Académica de Coimbra |
| Ergebnis             | 2:1 n. V. (2:1, 0:0) |
| Datum                | 22. Juni 1969 |
| Stadion              | Estádio Nacional, Oeiras |
| Schiedsrichter       | Ismael Baltazar |
| Tore                 | 0:1 Manuel António (81.) 1:1 António Simões (85.) 2:1 Eusébio (109.) |
| Benfica Lissabon     | José Henrique – Zeca Miglietti, Malta da Silva, Adolfo Calisto, Humberto Coelho – Mário Coluna , António Simões, Toni (71. José Augusto), Jaime Graça – Eusébio, Abel Miglietti (46. José Augusto Torres) Cheftrainer: Otto Glória ( Brasilien) |
| Académica de Coimbra | Armelim Viegas – António Marques , António Vieira Nunes, Rui Rodrigues, José Belo – Vítor Campos (91. Augusto Rocha), Fernando Peres (68. Serafim Pereira), Vasco Gervásio, Mário Campos – Manuel António, Nené Cheftrainer: Francisco Andrade  |